# Rete tranviaria di Ačinsk
La rete tranviaria di Ačinsk (Ачинский трамвай) è la rete tranviaria che serve la città russa di Ačinsk.